# Transparent
Transparent is een Amerikaanse tv-dramedyserie. De serie werd gemaakt door Amazon Studios en debuteerde op 26 september 2014 in z'n geheel op Prime Video, nadat de pilot op 6 februari was uitgezonden. De serie gaat over een familie in Los Angeles waarvan de vader een transgender is die besluit dat naar zijn kinderen en in het openbaar te gaan uiten. Op 12 maart 2014 werd besloten tot een heel seizoen van de serie en op 9 oktober 2014 werd een tweede seizoen aangekondigd dat in 2015 verscheen. Bij de 72e Golden Globe Awards in 2014 won Transparent in de categorie beste musical of comedy terwijl hoofdrolspeler Jeffrey Tambor in die categorie won als beste acteur. Nadat Tambor in 2017 in opspraak geraakt was over seksuele intimidatie, werd hij in februari 2018 ontslagen. De serie liep vier seizoenen met ieder tien afleveringen en werd in 2019 afgesloten met een vijfde seizoen dat uit één extra lange aflevering bestond met voornamelijk een musical invulling.

## Rolverdeling
- Jeffrey Tambor - Maura Pfefferman (geboren als Morton L. Pfefferman)
- Amy Landecker - Sarah Pfefferman
- Jay Duplass - Joshua 'Josh' Pfefferman
- Gaby Hoffmann - Alexandra 'Ali' Pfefferman
- Judith Light - Shelly Pfefferman
- Kathryn Hahn - Raquel Fein
- Melora Hardin - Tammy Cashman
- Carrie Brownstein - Sydney 'Syd' Feldman
- Hari Nef - Gittel